# Сагінтаєв Абдир
Абдир Сагінтаєв (7 листопада 1921, село Ушарал Аулієатинського повіту, тепер Таласького району Жамбильської області, Казахстан — 12 лютого 1986, село Ушарал, тепер Таласького району Жамбильської області, Казахстан) — радянський діяч, керуючий ферми, директор каракульного радгоспу «Таласький» Таласького району Джамбульської області Казахської РСР. Депутат Верховної Ради СРСР 6-го скликання. Член Центральної Ревізійної комісії КПРС у 1966—1971 роках. Герой Соціалістичної Праці (1.12.1949).

## Життєпис
Народився в селянській родині. Навчався в сільській школі. У 1938 році вступив до комсомолу.
У 1940—1941 роках — зоотехнік 1-ї ферми радгоспу «Таласький» Таласького району Джамбульської області Казахської РСР.
У червні 1941 — лютому 1943 року — в Червоній армії. У 1941 році був на військових курсах під Могилевом Білоруської РСР.
Учасник німецько-радянської війни з жовтня 1941 року. Служив санінструктором 609-го стрілецького полку 131-ї стрілецької дивізії 33-ї армії на Ржевському напрямку Калінінського фронту. 18 серпня 1942 року одержав важке поранення (вогнепальний перелом правого плеча з пошкодженням нерва). Після лікування в госпіталях комісований з армії в лютому 1943 року. 
У 1943 році повернувся в радгосп «Таласький», працював у 1943—1945 роках зоотехніком ферми.
У 1945—1954 роках — керуючий ферми каракульного радгоспу «Таласький» Таласького району Джамбульської області Казахської РСР.
Член ВКП(б) з 1948 року.
Указом Президії Верховної Ради СРСР від 1 грудня 1949 року за отримання високої продуктивності тваринництва в 1948 році при виконанні радгоспами плану здачі державі продуктів тваринництва і рільництва та виконання державного плану розвитку тваринництва за всіма видами худоби Сагінтаєву Абдиру присвоєно звання Героя Соціалістичної Праці з врученням ордена Леніна і золотої медалі «Серп і Молот».
З 1954 по 1956 рік навчався в Капланбекській дворічній державній сільськогосподарській школі перепідготовки директорів і керуючих фермами радгоспів Сариагачського району Південно-Казахстанської області.
У 1956—1957 роках — керуючий ферми каракульного радгоспу «Таласький» Таласького району Джамбульської області.
У вересні 1957 — 1985 року — директор дослідно-показового каракульного радгоспу «Таласький» села Ушарал Таласького району Джамбульської області Казахської РСР.
З 1985 року — персональний пенсіонер союзного значення в селі Ушарал Таласького району Джамбульської області.
Помер 12 лютого 1986 року.

## Нагороди
- Герой Соціалістичної Праці 1.12.1949)
- три ордени Леніна (1.12.1949; 22.03.1966; 14.02.1975)
- орден Вітчизняної війни І ст. (11.03.1985)
- орден Трудового Червоного Прапора (8.04.1971)
- орден Червоної Зірки (6.08.1946)
- орден «Знак Пошани» (29.03.1958)
- медалі
- Заслужений майстер соціалістичного тваринництва Казахської РСР